# 에크하르트 톨레

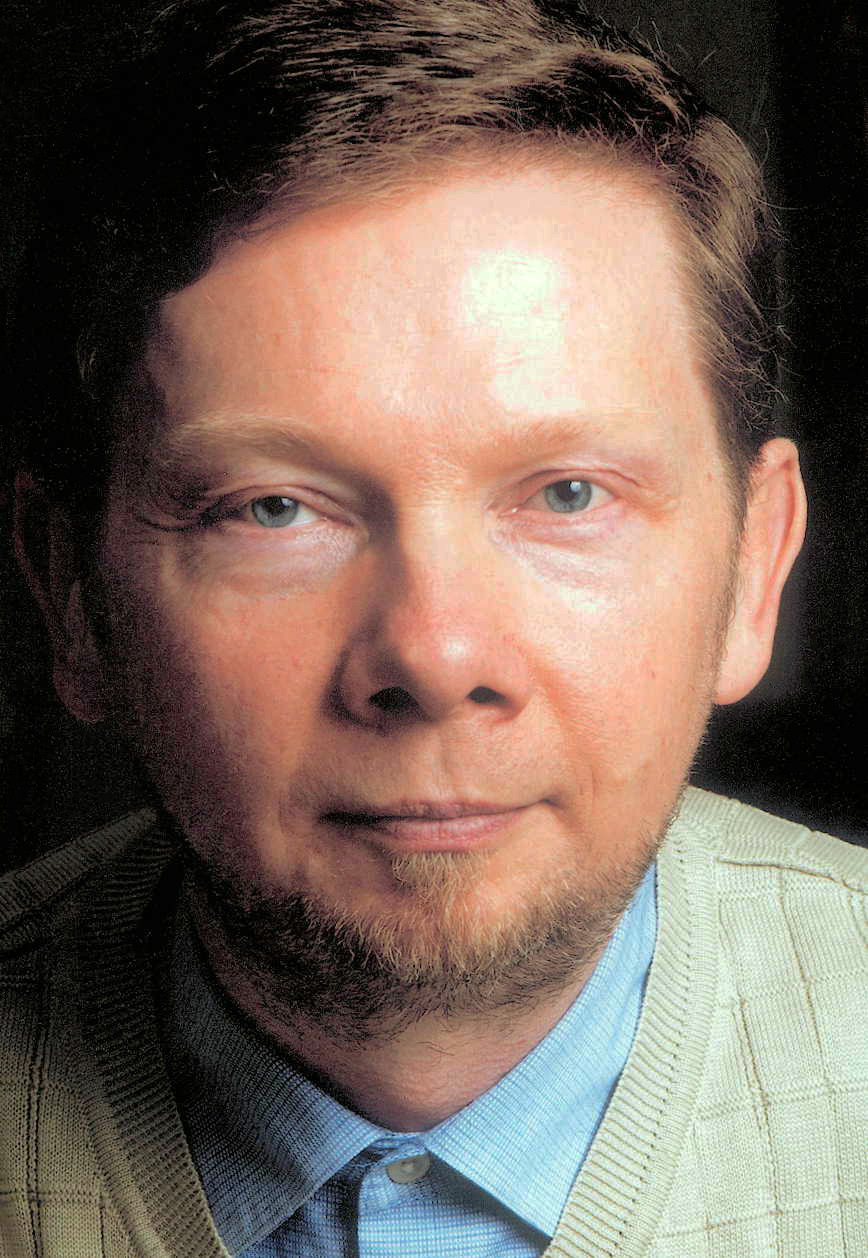

에크하르트 톨레 ( Eckhart Tolle, 1948년 2월 16일생 )는 독일태생의 영성 지도자로 자기계발에 관한 작가이다. 저서로는 《지금 이 순간을 살아라》, 《새로운 세상 : 당신의 인생의 목적을 일깨워라》,  《존재의 보호자들》등이 있다.
2000년에 시작해서 미국과 세계에서 자조론 작가로서 톨레는 두각을 나타냈는데, 오프라 윈프리가 2000년과 20005년의 그의 책들을 선전한 후에 그리고 2008년에 그를 위한 웨비나를 만든 후에 말이다.

## 유년기
울리히 레오나르드 톨레는 뤼넨에서 태어났는데, 1948년에 독일의 루르 지역의 도르트문트 북쪽의 작은 마을 말이다.
1961년에 그는 그의 아버지와 살기 위해서 스페인으로 이사했는데, 거기서 그는 13살과 22살의 나이 사이의 모든 형태의 정식 교육을 거부했는데, 대신에 그 자신의 창조적이고 철학적인 흥미를 추구하는 것을 선호하면서 말이다”. 15살에, 그는 “상당히 영향을 받았”는데 독일 신비주의자mystic인 조셉 안톤 슈나이더프랑켄에 의한 다섯 권의 영적 서적의 선물에 의해서 말이다.

## 경력
그가 19살이 되었을 때, 톨레는 영국으로 이사했고 런던 언어 학교에서 3년 동안 독일어와 스페인어를 가르쳤다. 런던 대학에 들어간 후에, 1977년에 캠브리지 대학에서 졸업 후 과정에 그는 등록했다.

### 영적 체험
그는 1977년 어느 저녁, 그의 나이 29살 때, 만성적인 우울증을 겪다가 "내적 변혁"을 경험했다고 말한다. 그날 밤에 그는 “거의 참을 수 없”었던 우울감으로 고통을 겪으며, 그의 잠에서 깨어났지만, 그때 인생을 바꾸는 깨달음epiphany을 경험했다. 경험을 다시 생각하면서, 나는 더 이상 나 자신으로 살 수 없다고, 그는 말한다. 그리고 이것에서 답 없는 질문이 떠올랐는데:
- 자신과 살 수 없는 ‘나’는 누구인가? 자신은 무엇인가? 허공으로 빨려가는 것을 나는 느꼈다! 나는 그때 정말로 일어난 것은 마음이 만든 자아였음을 알지 못 했는데, 만족스럽지 못 한 과거와 두려운 미래 사이에 살고 있는, 그것의 무거움, 그것의 문제들이, 붕괴되면서 말이다. 그것은 해소되었다. 다음날 아침에 나는 일어났고 모든 것이 매우 평화로웠다. 거기에 어떤 자아도 없기 때문에 평화가 거기에 있었다. 그저 존재의 혹은 “있음”의 감각, 그저 관찰하는 것 그리고 보는 것.

톨레는 회상하는데 다음날 아침에 런던에서 산책하러 밖으로 나가는 것을 그리고 “모든 것이 신비스럽고, 깊이 평화로웠다. 심지어 교통 체증조차도.”라고 발견하는 것을 말이다. 그 감정은 지속했고, 어떤 상황에서도 강하게 자리하고 있는 평화의 감각을 그는 느끼기 시작했다.
그는 그의 학위를 위한 공부를 중단했고, 이후에 약 2년의 시간 동안에 “깊은 행복의 상태에서”, 앉아있으며 대부분의 그의 시간을 그는 보냈는데, “세상이 흘러 가는 것을 보면서”, 센트럴 런던 러셀 광장의 공원 의자에서 말이다. 그는 불교 수행원에서, 친구들과 머물렀고, 혹은 아니면 햄프스테드 벌판Heath에서 쪽잠을 잤다. 그의 가족은 그를 “무책임한, 심지어 제정신이 아닌” 사람이라고 생각했다. 울리히에서 에크하르트로 그는 그의 이름을 바꾸었는데; 몇몇 소문에 의하면 이것은 독일 철학자이자 신비주의자인, 마이스터 에크하르트에 대한 경의심에서였다. 2012년 인터뷰 기사는 쓰여졌는데 그가 꿈에서 한 무더기의 책 중에 하나에서 에크하르트라는 이름을 보았고, 그가 그 책을 썼었다는 것을 깨달았고; 후에 곧 현실에서 갑자기 그를 에크하르트라고 부르는 영혼의 친구를 그는 우연히 만났고, 그래서 그는 그의 이름을 바꾸었다고 말이다.

### 영적 스승으로서의 경력
이전의 캠브리지 학생들과 지인들은 톨레에게 그의 믿음에 대해서 물어보기 시작했다. 상담자와 영적 스승으로서 그는 일하기 시작했다. 다음 5년에 걸쳐서 학생들은 계속해서 그에게 찾아왔다. 대안적 삶은 중심인, 글래스톤베리로 그는 이사했다. 1995년에 그는 밴쿠버로 이사했다.
톨레의 첫번째 책인, ‘이 순간의 나’는 나마스테 출판사에 이해 1997년에 출판되었다. 1999년에 ‘새 세상 도서관’에 의해 큰 규모로 그 책은 재출판되었다. 2000년에, 오프라 윈프리는 그녀의 잡지 오에 ‘이 순간의 나’를 추천했다. 2000년 8월에, 그것은 ‘뉴욕 타임즈’ 베스트 셀러의 ‘자기계발Advice, 잡지 그리고 하드커버[제본 방식]’ 목록에 올랐는데, 2년 후에 1위에 오르면서 말이다. 2008년까지, 영어에서 33개의 언어들로 그 책은 번역되어 왔었다. 2011년 7월에, 그것은 올랐었는데 102주 동안에 10권의 가장 많이 팔리는 ‘페이퍼백[제본 방식] 자기계발 및 잡지 책’의 목록에 말이다.
그의 두번째 책인, ‘고요함의 지혜’가, 2003년에 출판되었다. 그해에, 그는 그가 아무런 의도도 가지고 있지 않다고 말했는데 “거대한 상업적 구조”를 만드는 것의, 혹은 아슈람이나 사무소를 만드는 것의 의도 말이다. 그는 사람은 “유기적으로 만들어질 수 있다”고 믿었고 “그 유기체가 이기적이게 되지 않도록 사람은 주의할 필요가 있다”고 말했다. 그럼에도 불구하고, 그의 누리집은 그의 책을 그리고 영적 지도를 하는 “어지러울 정도”의 자료들을, 그리고 매달의 집단 명상의 개별 누리집 실시간 재생 동영상을 팔고 사진과 모금 [교육] 과정을 판다.
2005년에, 톨레는 ‘삶으로 다시 떠오르기’를 출간했다. 1월에, 오프라 윈프리는 그녀의 책 동아리를 위해서 그것을 선택했고, 큰 판매가 뒤따랐다. 그 광고 이후에 4주가 지나자, 350만 권이 유통되었다. 뉴욕 타임즈 베스트 셀러 목록이 1위로 그것은 올랐는데 2008년 말까지 46번 말이다.
2008년에, 일련의 웨비나들을 만들기 위해서 톨레는 윈프리와 협업했는데, 각각의 것이 그의 책의 한 꼭지에 중점을 두면서인데, 스카이프를 통한 토론, 묵상, 그리고 시청자들로부터의 질문으로 말이다. 세번째 웨비나는 1100만명 이상의 시청자를 모았다. 2009년 10월까지, 웨비나들은 3500만 번의 조회수를 기록해왔었다.
2009년 9월에, 밴쿠버 평화 정상회담에 달라이 라마와 그는 참여했다. 같은 해에, ‘내 마음의 길잡이’를 그는 출간했는데, 패트릭 맥도널에 의해 그림이 그려진 그림 책 말이다.

## 반응

### 인기
2008년에 뉴욕 타임즈는 발표했는데 톨레는 미국에서 “가장 인기있는 수양서 작가”였다. 2009년까지, 북미에서의 ‘이 순간의 나’와 ‘삶으로 다시 떠오르기’의 총 판매량은 각각 300만과 500만으로 추산되었고, 2011년에, ‘왓킨즈 비평’은 “100명의 가장 영적으로 영향력있는 생존 인물들”의 목록에서 1위로 그를 뽑았다.

### 언론과 다른 것들에 의해서
책들은 비평가들로부터 광범위한 칭찬과 비난을 받아왔다. 2000년에, 카터 핍스는 썼는데 톨레의 명확한 글쓰기는 그리고 그의 경험과 통찰의 명확한 깊이는 그것을 두드러지게 했다.”고 말이다. 2003년에, 안드레아 작스는 ‘이 순간의 나’를 “영적인 어중이-떠중이’로 적셔진” 것으로 요약했는데, 반면에 2008년에, 뉴욕 타임즈의 사설은 쓰여졌는데 톨레는 “어떠한 종교로도 정체성을 지니지 않지만, 선 불교, 수피즘, 힌두교, 그리고 성경으로부터의 가르침들을 사용한다”고 말이다.
몇몇 비평가들은 그의 책들을 독창적이지 않은 혹은 인용한 것으로 요약해왔다. 2008년에 ‘옵저버’의 제임스 로빈슨은 그의 글을 “유사 과학의, 뉴 에이지 철학의, 그리고 기존 종교들로부터 빌려온 가르침의 혼합”이라고 불렀다. 뉴욕 타임즈의 2009년 사설은 쓰여졌는데 그는 “의미와 성공에 대해 갈망하는 미국인들에 매력을 풍기는 첫번째 작가가 결코 아니다”라고 말이다. ‘주간 발행인들’의 편집장인, 사라 넬슨은, 말했는데 톨레의 글은 성공적이어왔는데 자기계발서에의 치솟는 대중의 관심 때문이라고 말이다.
다른 사람들은 전통에 대한 그의 재작업을 그리고 종합을 칭찬해왔다. 뉴 에이지 작가 윌리엄 블룸은 썼는데 “톨레는 동방의 영적 가르침에 대한 매우 현대적인 종합을 선보이고 있는데, 그것은 보통 비밀스러운 언어로 아주 감싸져있어서 그것은 이해할 수 없고”, 그럼으로써 “서양 문화에 대한 가치있는 관점”을 제공한다고 말이다. 발행인 주디스 켄드라는 말하는데, “[톨레가] 말하고 있는 생각들은 수천년 동안 동양의 문헌 그리고 광범위한 서양의 신비주의 두가지 모두로 존재해왔지만, 그는 그것들을 이해 가능하게끔 만들 수 있다”고 말이다.

### 기독교 신학자들에 의해서
2008년에, ‘인디펜던트’의 사설은 썼는데 “비록 톨레가 자주 성경에서 인용하지만, 톨레의 이론은 완고하게 비기독교인으로서의 많은 사람들에 의해서 분명하게 이해되지만”, “학계의, 심지어 기독교인의, 영역에서 애호가들fans을 가지고 있다”고 말이다. 더블린의 올 핼로우즈 대학의 신학자인, 앤드류 라이더를 인용했는데, 그는 “그는 전통적인 기독교 정신의 언어를 사용하지 않을지도 모르지만, 하루의 평범한 일들을 통해 우리가 우리의 길을 만들 때, 우리의 존재의 가장 깊은 원천과 우리는 교감한다는 것에 톨레는 매우 많이 관심을 가진다”고 썼다.
토론토에 있는 복음주의 교단의 ‘틴데일 신학교’의 ‘기독교 사상 및 윤리 학과’의 교수인, 제임스 비벌리는, 톨레의 세계관은 “보편적인central 기독교인 믿음과 어긋난다”고 말하고 “인간과 신과 예수 사이에 아무런 궁극적 차이도 존재하지 않는다고 주장함으로써 기독교의 핵심을 톨레는 부정한다”고 말한다. 밴쿠버에 있는 복음주의 교단의 ‘리젠트 대학’의 ‘신학 및 문화 학과’의 전직 교수인, 존 스택하우스는, 말하는데 톨레는 “특정 부류의 대중들에게 정확히 그들이 원하는 것: 덜, 말하자면, 완성된 종교들의 모든 종류들로부터 끌어오는 것으로 가장하는 일종의 최상의 종교를 선사한다”고 말이다. 스택하우스는 그를 많은 영적 교사들 중의 하나로 설명해왔는데 그 사람은 “세계의 종교들을 탐색해왔다고(엄청난 주장) 그리고 그것들이 원하고 있는 것을 발견해왔다고 가장하고, 그 사람은 약화시키는 비난에 그 종교들을 반복적으로 굴복시키고 그리고 그 사람은 다음에 모든 이 대안들에 대해 우월한 것으로서 그들 자신의 견해들을 승리자로 만든다”.
반대로, 베이커즈필드에 있는, 캘리포니아 주립대학의 종교 학자인, 스태포드 베티는, 톨레의 세계관과 기독교 신비주의의 그것 사이의 공통점을 발견한다. 그는 주장하는데 “톨레의 가르침에서의 핵심 요소들 중 하나는 누군가가 ‘존재의 기쁨’을 경험할 수 있는 절대적 고요함은 마음 속 깊숙한 곳에 있다는 것이다”라고 말이다. 로마 카톨릭 신부이자 신학자인 리차드 로어는 고대 기독교 신비주의를 현대 기독교에 재도입하는데 이바지한 것에 대해 톨레에게 경의를 표한다: “톨레는, 사실, 다소 명석하게 예전의 전통을 우리의 관심사로 가지고 오고 있는데… 신에 대한 신학적 통찰로 그리고 예수에, 복음에, 그리고 모든 영적인 것들에 대해 얻어진 통찰로 이끌기 위한 토대와 과정 둘모두에 있어서 말이다.”

### 대중 문화에서
톨레와 그의 가르침들은 핵심적 역할을 하는데 켄드릭 라마의 2022년 앨범 ‘자신감 씨와 크게 걷는 사람들’에서 말이다. 앨범 전체에서, 톨레는 라마의 영적 스승으로서의 위상을 가진다.

## 개인적 삶
1995년에, 여러 번 북미 서안을 방문한 후에, 브리티시 컬럼비아, 밴쿠버에 톨레는 정착했다. 거기서 후에 그의 아내가 된, 킴 엥을 그는 만났다.

## 출판

### 서적
●      ‘이 순간의 나: 영적 촉발로의 지침서’. 나마스테, 1997.
●      ‘이 순간의 나를 실천하기: 이 순간의 나로부터의 핵심 가르침, 명상, 그리고 연습’. 새 세상 도서관, 2001.
●      ‘고요함의 지혜: 지금의 속삭임’. 새 세상 도서관, 2003.
●      ‘삶으로 다시 떠오르기: 당신 삶의 목적으로의 촉발’. 더튼, 2005.
●      ‘모든 삶과의 하나됨: 새로운 지구로부터의 영감을 주는 모음집’. 펭귄, 2008.

### 그림 책
●      ‘내 마음의 길잡이’. 새 세상 도서관, 2009.

### 어린이 도서
●      ‘밀턴의 비밀: 그때를, 언제를, 그리고 지금의 힘을 통한 발견의 모험’. 샬러츠빌, 버지니아: 햄튼 로즈, 2008.